# Königlich Preußisches Geodätisches Institut

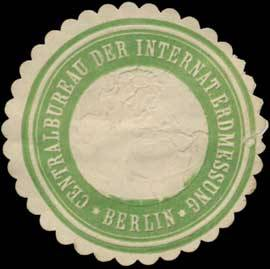
Siegelmarke Centralbureau der Internationalen Erdmessung

Das Königlich Preußische Geodätische Institut war die übergeordnete Vermessungsverwaltung der von Preußen ab etwa 1866 regierten deutschen Staaten. Es wurde nach dem Muster des 1800–1839 in Wien entstandenen Militärgeografischen Instituts gegründet. Trotz des folgenschweren Krieges mit Österreich-Ungarn von 1866 gelang es den beteiligten Geodäten und Politikern, eine zwischenstaatliche Kooperation zwischen den beiden weltweit bedeutenden Forschungsstätten zu beginnen.
Einige dieser Projekte dienten der vereinbarten mitteleuropäischen Gradmessung, deren größtes Vermessungsprojekt der Meridianbogen Großenhain-Kremsmünster-Pola von Sachsen über Böhmen und Österreich bis zur Adria war. Weitere bahnbrechende Arbeiten des Preußischen Instituts waren die sukzessive Vereinigung der zersplitterten deutschen Vermessungsnetze und die theoretischen Untersuchungen zur Geoidbestimmung, die vor allem vom langjährigen Institutsdirektor Friedrich Robert Helmert (1843–1917) durchgeführt wurden.

## Geschichte
Die von Johann Jacob Baeyer und Wilhelm Foerster am 16. März 1867 beim Preußischen Kultusministerium eingereichte Promemoria betreffend die Organisation eines Instituts für höhere Meßkunde führt 1870 zur Gründung des Instituts in Berlin. Es war jedoch ein Ort mit rauchfreier Luft und erschütterungsfreiem Boden gefordert.
Von 1889 bis 1892 wurde unter Direktor Friedrich Robert Helmert das Königlich Geodätische Institut Potsdam am Telegrafenberg als Backsteinbau in klassizistischem Stil errichtet. Thermisch regelbare Messräume mit eigenem Fundament sollten ganzjährig gleichbleibende Messbedingungen für die diversen Experimente im Haus ermöglichen.
In den Jahren von 1898 bis 1904 gelang hier den Mathematikern Friedrich Kühnen (1858–1940) und Philipp Furtwängler mit Reversionspendeln die Absolutbestimmung der Erdschwere, die 1909 internationaler Bezugswert wurde.
1915/16 baute Kühnen hier mit dem Konstrukteur Reipert von der Firma Otto Toepfer & Sohn in Potsdam im geheimen Auftrag des Reichsmarineamtes die erste deutsche Gezeitenrechenmaschine.